# Lichtblaue Zwerg-Schwertlilie
Die Lichtblaue Zwerg-Schwertlilie (Iris histrio) ist eine Pflanzenart aus der Gattung der Schwertlilien (Iris) innerhalb der Familie der Schwertliliengewächse (Iridaceae).

## Merkmale
Die Lichtblaue Zwerg-Schwertlilie ist eine ausdauernde krautige Pflanze, die Zwiebeln als Überdauerungsorgane bildet. Sie erreicht Wuchshöhen von 15 bis 20 Zentimeter. Beide Hochblätter sind dünn papierartig, das unterste ist höchstens grün überlaufen. Die Blüten sind blau und haben einen Durchmesser von 6 bis 8 Zentimeter. Die Platte der Hängblätter misst 2 bis 2,2 × 1,1 bis 1,6 Zentimeter und hat einen blauen Fleck auf cremefarbenem oder blassblauem Grund. Es ist keine deutliche Bucht zwischen der Platte und dem nur geringfügig schmaleren Nagel vorhanden.
Blütezeit ist im März, zum Teil auch noch im April.
Die Chromosomenzahl beträgt 2n = 20.

## Vorkommen
Die Lichtblaue Zwerg-Schwertlilie kommt im Libanon, in West-Syrien und in der Süd-Türkei im Taurus und Amanus auf offenen Felshängen und in Gebüschen in Höhenlagen von 500 bis 1150 Meter vor.

## Nutzung
Die Lichtblaue Zwerg-Schwertlilie wird selten als Zierpflanze in Steingärten, Rabatten und Steppenbeeten genutzt. Sie ist seit spätestens 1864 in Kultur.

## Belege
- Eckehart J. Jäger, Friedrich Ebel, Peter Hanelt, Gerd K. Müller (Hrsg.): Rothmaler Exkursionsflora von Deutschland Band 5 Krautige Zier- und Nutzpflanzen. Spektrum Akademischer Verlag, Berlin Heidelberg 2008, ISBN 978-3-8274-0918-8.